# Mankwe
Mankwe ist ein kleiner Ort nördlich des Pilanesberg-Nationalparks in der Provinz Nordwest in Südafrika. Er gehört zur Gemeinde Moses Kotane und dem Distrikt Bojanala Platinum.
Bei der Volkszählung waren 100 % der Einwohner Schwarze und gaben als Muttersprache Setswana (86,2 %), Englisch (6,9 %), Gebärdensprache (3,1 %), isiZulu (1,4 %) oder andere Sprachen (2,4 %) an.
Laut Daten der Volkszählung gehören alle Einwohner zum sub-place Ntsana-le-metsing.

## Bekannte Personen
Motsi Mabuse wurde 1981, als der Ort noch zum Homeland Bophuthatswana gehörte, hier geboren.